# Fikret Hakan
Fikret Hakan nascut Bumin Gaffar Çıtanak (Balıkesir, 23 d'abril de 1934- Istanbul, 11 de juliol de 2017) va ser un actor i director de cinema turc. Inicià la seva carrera com a actor de teatre l'any 1950. Entrà com a actor a Yeşilçam el 1952 amb la pel·lícula Köprüaltı Çocukları (lit. "Nens de sota el pont", Nens de carrer). Actualment està escrivint un llibre sobre el cinema turc.
Fikret Hakan ha estat "Artista de l'Estat" de Turquia el 1998 però aquest tìtol li fou cancel·lat juntament amb altres artistes el 2002.